# Carlos Paredes
Carlos Paredes (Coimbra, 16 febbraio 1925 – Lisbona, 23 luglio 2004) è stato un musicista e compositore portoghese.

## Biografia
Autentico simbolo della cultura portoghese, Paredes fu virtuoso musicista e grande divulgatore della chitarra portoghese e uno dei massimi rappresentanti del fado.
Rappresentante di una famiglia di importanti musicisti, dal bisnonno António al nonno Gonçalo, fino al padre Artur (1899-1980), essi stessi grandi rappresentanti del fado portoghese, Carlos Paredes incominciò a studiare la chitarra portoghese a 4 anni. Il padre era impiegato di banca, la madre, Alice Candeias Rosas Paredes, professoressa di secondaria: dal padre ereditò la passione e la tecnica della chitarra portoghese, mentre la madre fu determinante per la sua formazione culturale.
Paredes lavorò diversi anni all'Hospital de São José di Lisbona e si iscrisse al Partito Comunista Portoghese: nel 1958 fu arrestato dalla Polícia Internacional e de Defesa do Estado (PIDE) e restò in carcere per un anno e mezzo. Nel marzo del 1960 fu anche espulso dall'incarico pubblico e così incominciò la sua carriera musicale: lo stesso anno compose la colonna sonora del cortometraggio Rendas de Metais Preciosos di Cândido da Costa Pinto, accompagnato da Fernando Alvim alla chitarra classica, con il quale incominciò una collaborazione decennale. Tra le composizioni c'è la celebre Verdes Anos. Diverse furono le colonne sonore da lui composte: da Os Verdes Anos di Paulo Rocha (1963) a Fado Corrido di Jorge Brum do Canto (1964) e Mudar de Vida, sempre di Rocha (1966).
Il suo primo 33 giri fu Guitarra Portuguesa, del 1967, in cui era accompagnato da Alvim.
Nell'ottobre del 1974 fu reintegrato all'Hospital de São José; non rinuncerà a questo impiego per dedicarsi al professionismo musicale, affermando di amare troppo la musica per poter vivere di essa.
Nel 1990, Pedro Santana Lopes, segretario di Stato alla cultura del Portogallo, attribuì a Paredes un sussidio per meriti artistici, e nel 1992 il presidente della repubblica Mário Soares lo insignì dell'Ordine di San Giacomo della Spada.
Nel 1992 Paredes partecipò a Lisboa, doppio album dal vivo del gruppo portoghese Madredeus.
Morì a 79 anni in un ospedale di Lisbona, dopo che per dieci anni una mielopatia gli aveva impedito di suonare.

## Fortuna
Charlie Haden, che suonò con lui, ha paragonato il suo fare musica, capace di condurre la tradizione verso ardite sperimentazioni, all'estro di Ornette Coleman.
José Saramago lo chiamò "l'uomo dalle dita geniali".

## Discografia
- 1967 - Guitarra Portuguesa
- 1971 - Movimento Perpétuo
- 1973 - Carlos Paredes, José Afonso, Luiz Goes, con José Afonso e Luiz Goes
- 1983 - Concerto Em Frankfurt
- 1986 - Invenções Livres, con António Victorino d'Almeida
- 1988 - Espelho De Sons
- 1990 - Dialogues, con Charlie Haden
- 2000 - Canção Para Titi - Os Inéditos (1993), raccolta di inediti